# Port lotniczy Mogador
Port lotniczy Mogador (IATA: ESU, ICAO: GMMI) – port lotniczy położony w mieście As-Sawira (dawniej Mogador), w regionie Marrakesz-Tansift-Al-Hauz, w Maroku.

## Linie lotnicze i połączenia
| Linia Lotnicza  | Kierunek                                                                                           |
| --------------- | -------------------------------------------------------------------------------------------------- |
| Binter Canarias | Sezonowo: 1. Gran Canaria                                                                          |
| EasyJet         | Sezonowo: 1. Bordeaux                                                                              |
| Ryanair         | 1. Bruksela-Charleroi 2. Londyn-Stansted 3. Madryt 4. Marsylia 5. Tanger (od 4 maja 2024) 6. Weeze |
| Transavia.com   | 1. Paryż-Orly                                                                                      |